# U Arietis
U Arietis är en pulserande variabel av Mira Ceti-typ i stjärnbilden Väduren.
Stjärnan varierar mellan magnitud +7,2 och 15,8 med en period av 371,1 dygn.